# 匙形伴突吸虫
匙形伴突吸虫（学名：Sodalis spatulatus）为棘口科伴突属的动物。分布于波兰、奥地利以及中国大陆的福建等地，营寄生生活，寄生在肠中。